# Zombies 4: Dawn of the Vampires
Zombies 4: Dawn of the Vampires (prt: Zombies 4: Um Verão Entre Vampiros; bra: Zombies 4: A Era dos Vampiros) é um filme musical de vampiros dirigido por Paul Hoen e escrito por David Light e Joseph Raso. Trata-se do quarto filme da franquia Zombies, sendo uma continuação de Zombies 3. O filme foi lançado a 10 de julho de 2025 no Disney Channel dos Estados Unidos e mundialmente no dia a seguir no Disney+. Será também lançado no último trimestre de 2025 no Disney Channel de Portugal.
O filme é protagonizado por Milo Manheim e Meg Donnelly, que voltam a interpretar as personagens Zed e Addison, respectivamente. Kylee Russell e Chandler Kinney também regressam ao elenco juntamente com os novos membros Freya Skye e Malachi Barton.

## Sinopse
Zed e Addison, juntamente com Eliza e Willa, decidem embarcar de carro numas férias de verão após o primeiro ano de faculdade na Mountain College. À medida que as aventuras se desenrolam, acabam por descobrir inesperadamente os mundos em guerra de Monte Rayburn, Sunnyside (Diúrnos/Vagantes da Luz) e Shadyside (Vampiros), e conhecem o vampiro Victor e a daywalker Nova.
Com a ajuda de Victor e Nova, cabe a Zed e Addison ajudar os dois grupos de inimigos mortais, que têm de aprender a promover a paz e a interajuda entre as suas comunidades antes que ocorram consequências catastróficas.

## Elenco
- Milo Manheim como Zed Necrodopolis[5]
- Meg Donnelly como Addison Wells[5]
- Kylee Russell como Eliza Zambie[5]
- Chandler Kinney como Willa Lykensen[5]
- Freya Skye como Nova[5]
- Malachi Barton como Victor[5]
- Swayam Bhatia como Vera[6]
- Julian Lerner como Ray[6]
- Mekonnen Knife como Vargas[6]
- Lisa Chappell como Anciã[6]
- Jonno Roberts as Comandante Bright[6]

## Produção
A 22 de novembro de 2023, a Production Weekly revelou que um quarto filme Zombies estava em desenvolvimento, com o regresso de Milo Manheim e Meg Donnelly aos seus personagens Zed e Addison, respetivamente. Manheim e Donnelly também foram confirmados como produtores executivos do filme. Paul Hoen volta a dirigir o filme, da autoria de David Light, Joseph Raso e Josh Cagan, juntamente com a co-produção com a Bloor Street Productions após o seu envolvimento com os dois filmes anteriores. Hoen, Light, Raso, Jane Fleming e Mark Ordesky também são produtores executivos. Mahita P. Simpson é a co-produtora executiva do filme. Em março de 2024, Swayam Bhatia, Julian Lerner, Mekonnen Knife, Lisa Chappell e Jonno Roberts juntaram-se ao elenco. Ao contrário dos filmes anteriores, Zombies 4 foi filmado em Auckland, Nova Zelândia, ao invés de Toronto, Canadá.
O filme foi oficialmente confirmado a 10 de fevereiro de 2024, sendo confirmado o regresso de Chandler Kinney e Kylee Russell como Willa e Eliza, respetivamente. Freya Skye juntou-se ao elenco como Nova e Malachi Barton foi escolhido como Victor. A fotografia principal começou a 26 de março de 2024 na Nova Zelândia, com Swayam Bhatia, Julian Lerner, Mekonnen Knife, Lisa Chappell e Jonno Roberts a interpretarem Vera, Ray, Vargas, Anciã e Comandante Bright, respectivamente.

## Música
Zombies 4: Dawn of the Vampires contém 13 canções. O primeiro single "The Place to Be" foi lançado a 2 de maio de 2025, juntamente com a pré-compra do álbum. O segundo single "Don't Mess with Us" foi lançado a 13 de junho de 2025.